# Dominika Zachová
Dominika Zachová (* 4. Juni 1996 in Pilsen, Tschechien) ist eine tschechische Handballspielerin, die beim tschechischen Erstligisten DHK Baník Most unter Vertrag steht.

## Karriere
Zachová spielte anfangs in ihrer Geburtsstadt für die Vereine DHC Plzeň und HC Plzeň. Im Jahr 2014 schloss sich die Außenspielerin dem tschechischen Erstligisten DHK Baník Most an. Mit Baník Most gewann sie sechs Mal die tschechische Meisterschaft. Im Sommer 2021 wechselte sie zum deutschen Bundesligisten Thüringer HC. Zur Saison 2023/24 kehrte sie zum DHK Baník Most zurück.
Zachová gehörte dem Kader der tschechischen Jugend- und Juniorinnennationalmannschaft an. Mit der tschechischen Jugendauswahl nahm sie an der U-17-Europameisterschaft 2013 teil. Zachová bestritt am 18. März 2017 ihr Debüt für die tschechische A-Nationalmannschaft gegen Österreich. Im selben Jahr nahm Zachová mit Tschechien an der Weltmeisterschaft teil, bei der sie mit Tschechien bis ins Viertelfinale vorstieß. Sie erzielte im Turnierverlauf elf Treffer. Bei der folgenden Europameisterschaft 2018 schied sie nach der Vorrunde aus. Bei der Weltmeisterschaft 2023 belegte sie mit Tschechien den 8. Platz.